# XIV Mistrzostwa Świata w Lataniu Precyzyjnym
XIV Mistrzostwa Świata w Lataniu Precyzyjnym – zawody lotnicze Międzynarodowej Federacji Lotniczej (FAI) w lataniu precyzyjnym, zorganizowane w dniach 30 lipca-6 sierpnia 2000 w Västerås w Szwecji. Złoty medal zespołowo oraz brązowy indywidualnie zdobyli w nich zawodnicy polscy.

## Uczestnicy
W zawodach sklasyfikowano 71 zawodników z 18 państw: z Austrii (4), Chorwacji (4), Czech (5), Danii (3), Finlandii (5), Francji (4), Holandii (3), Irlandii (1), Kanady (4), Niemiec (5), Norwegii (3), Nowej Zelandii (4), Polski (5), RPA (5), Słowenii (1), Szwajcarii (5), Szwecji (5), Wielkiej Brytanii (5). 
W skład polskiej ekipy wchodziło 5 zawodników:
- Zbigniew Chrząszcz
- Janusz Darocha
- Marek Kachaniak
- Krzysztof Wieczorek
- Wacław Wieczorek

## Wyniki

### Indywidualnie
| #   | Pilot              | Państwo         | Punkty karne za nawigację + rozpoznanie + lądowania = ogółem | Punkty karne za nawigację + rozpoznanie + lądowania = ogółem | Punkty karne za nawigację + rozpoznanie + lądowania = ogółem | Punkty karne za nawigację + rozpoznanie + lądowania = ogółem |
| 1.  | Jiří Jakeš         | Czechy          | 96                                                           | 80                                                           | 6                                                            | = 182                                                        |
| 2.  | Mats Warstedt      | Szwecja         | 66                                                           | 100                                                          | 29                                                           | = 195                                                        |
| 3.  | Janusz Darocha     | Polska          | 108                                                          | 60                                                           | 64                                                           | = 232                                                        |
| 4.  | Marek Kachaniak    | Polska          | 111                                                          | 120                                                          | 22                                                           | = 253                                                        |
| 5.  | Robert Verbančič   | Słowenia        | 108                                                          | 100                                                          | 49                                                           | = 257                                                        |
| 6.  | Håkon Fosso        | Norwegia        | 105                                                          | 150                                                          | 21                                                           | = 276                                                        |
| 7.  | Zbigniew Chrząszcz | Polska          | 111                                                          | 140                                                          | 35                                                           | = 286                                                        |
| 8.  | Jan-Olof Friskman  | Szwecja         | 141                                                          | 130                                                          | 30                                                           | = 301                                                        |
| 9.  | Wacław Wieczorek   | Polska          | 132                                                          | 80                                                           | 102                                                          | = 314                                                        |
| 10. | Chris Barnes       | Wielka Brytania | 193                                                          | 80                                                           | 102                                                          | = 375                                                        |

Dalsze miejsca polskich zawodników:
| 28. | Krzysztof Wieczorek | Polska | 303 + 180 + 21 | = 504 |

Mistrzem świata w kategorii precyzji lądowania został Ronald Stirk z Południowej Afryki (504 + 470 + 4 = 978 pkt, ogółem 59. miejsce). Drużynowo w kategorii lądowań wygrały Czechy.

### Zespołowo
Wyniki trzech najlepszych zawodników (punkty karne, miejsca indywidualnie:)
1. Polska - 771 pkt
  1. Janusz Darocha - 233 pkt, #3
  2. Marek Kachaniak - 253 pkt, #4
  3. Zbigniew Chrząszcz - 286 pkt, #7
2. Szwecja - 838 pkt
  1. Mats Warstedt - 195 pkt, #2
  2. Jan-Olof Friskman - 301 pkt, #8
  3. Johan Nylén - 342 pkt, #11
3. Czechy - 958 pkt
  1. Jiří Jakes - 182 pkt, #1
  2. Luboš Hajek - 371 pkt, #12
  3. Petr Opat - 405 pkt, #16
4. Norwegia - 1043 pkt
  1. Håkon Fosso - 276 pkt, #6
  2. Björn Ström- 383 pkt, #14
  3. Bror-Eric Hjulstad - 384 pkt, #15
5. Austria - 1404 pkt
6. Francja - 1421 pkt
7. Finlandia - 1433 pkt
8. Chorwacja - 1627 pkt
9. Wielka Brytania - 1643 pkt
10. Szwajcaria - 1686 pkt
11. Dania - 1733 pkt
12. Niemcy - 1817 pkt
13. Nowa Zelandia - 1960 pkt
14. RPA - 2154 pkt
15. Kanada - 5208 pkt
16. Holandia - 6652 pkt